# George Washington Dixon
Pour les articles homonymes, voir Washington, Dixon et George Dixon.
George Washington Dixon (1801 ? – 2 mars 1861), est un chanteur blanc qui se produisait notamment lors des Minstrel shows.